# Ergasilus spatulus
Ergasilus spatulus is een eenoogkreeftjessoort uit de familie van de Ergasilidae. De wetenschappelijke naam van de soort is voor het eerst geldig gepubliceerd in 1970 door Cressey in Cressey & Collette.